# Marcus Armstrong
Marcus John Armstrong, född 29 juli 2000 i Christchurch, är en nyzeeländsk racingförare som tävlar i Indycar. Han tävlar under 2025 för Meyer Shank Racing tillsammans med Felix Rosenqvist. 2023 blev Armstrong ”Årets Rookie” i Indycar efter en stark säsong med Chip Ganassi Racing. Han tävlade i FIA Formula 2 mellan 2020 och 2022 och kom 2:a i FIA Formula 3 år 2019. Åren 2017–2021 var han även medlem i Ferrari Driver Academy.

## Formelracing
Armstrong startade sin racingkarriär år 2010, när han körde sitt första kartinglopp. Under 2015 flyttade han till Europa för att tävla i CIK-FIA European- och World-mästerskapen tillsammans med Tony Kart (2015-2016).
År 2017 vann han, med teamet Prema, sin hittills enda formeltitel i italienska Formel 4-mästerskapet samtidigt som han blev tvåa i ADAC Formel 4. Armstrong körde under 2018 i FIA Formel 3 European Championship, där han slutade på en 5:e plats. Inför säsongen 2019 slogs mästerskapen samman och blev FIA Formel 3, där Armstrong avslutade säsongen på en andraplats efter stallkamraten Robert Shwartzman.
Armstrong tog 2020 steget upp till Formel 2 med ART Grand Prix men slutade på en 13:e plats efter en svår säsong. Året därpå slutade han på samma plats, då med DAMS-teamet. 2022 kom han återigen på 13:e plats, denna gång med Hitech Grand Prix, innan han 2023 gick över till Indycar.

## Indycar
I oktober 2022 provkörde Armstrong i Indycar för första gången tillsammans med Dale Coyne Racing på Sebring International Raceway. Stallchef Dale Coyne uttryckte efter testet att Armstrong skulle vara en bra kandidat för teamet, då det amerikanska stallet hade planer att utöka till tre bilar inför säsongen 2023.

### Chip Ganassi Racing (2023-2024)

#### 2023
Den 2 december 2022 meddelade Chip Ganassi Racing att de skrivit kontrakt med Armstrong för att köra bil #11 på traditionella banor och stadsbanor under 2023. Trots att han kom in i mästerskapet som rookie avsåg Armstrong att starta starkt jämte de mer erfarna stallkamraterna Scott Dixon, Marcus Ericsson och Álex Palou. Säsongen började starkt, i St. Petersburg gick han i mål på en respektabel 11:e plats, enbart 3 platser bakom närmsta stallkamrat Palou. Av hans 12 starter slutade fem inom topp 10, varav det bästa resultatet kom i Toronto, där han gick i mål på en 7:e plats. Armstrong slutade säsongen på 20:e plats med 214 poäng samt titeln "Rookie Of The Year" trots många missade lopp (i och med att han inte deltog på ovaler), något han själv beskrev som "en stor bonus".
Efter säsongsfinalen i Laguna Seca deltog Armstrong i sitt första ovaltest. Senare i oktober avslutade Armstrong "Indy Rookie Orientation Programme", vilket gjorde det möjligt för honom att delta i Indy 500 säsongen därpå.

#### 2024

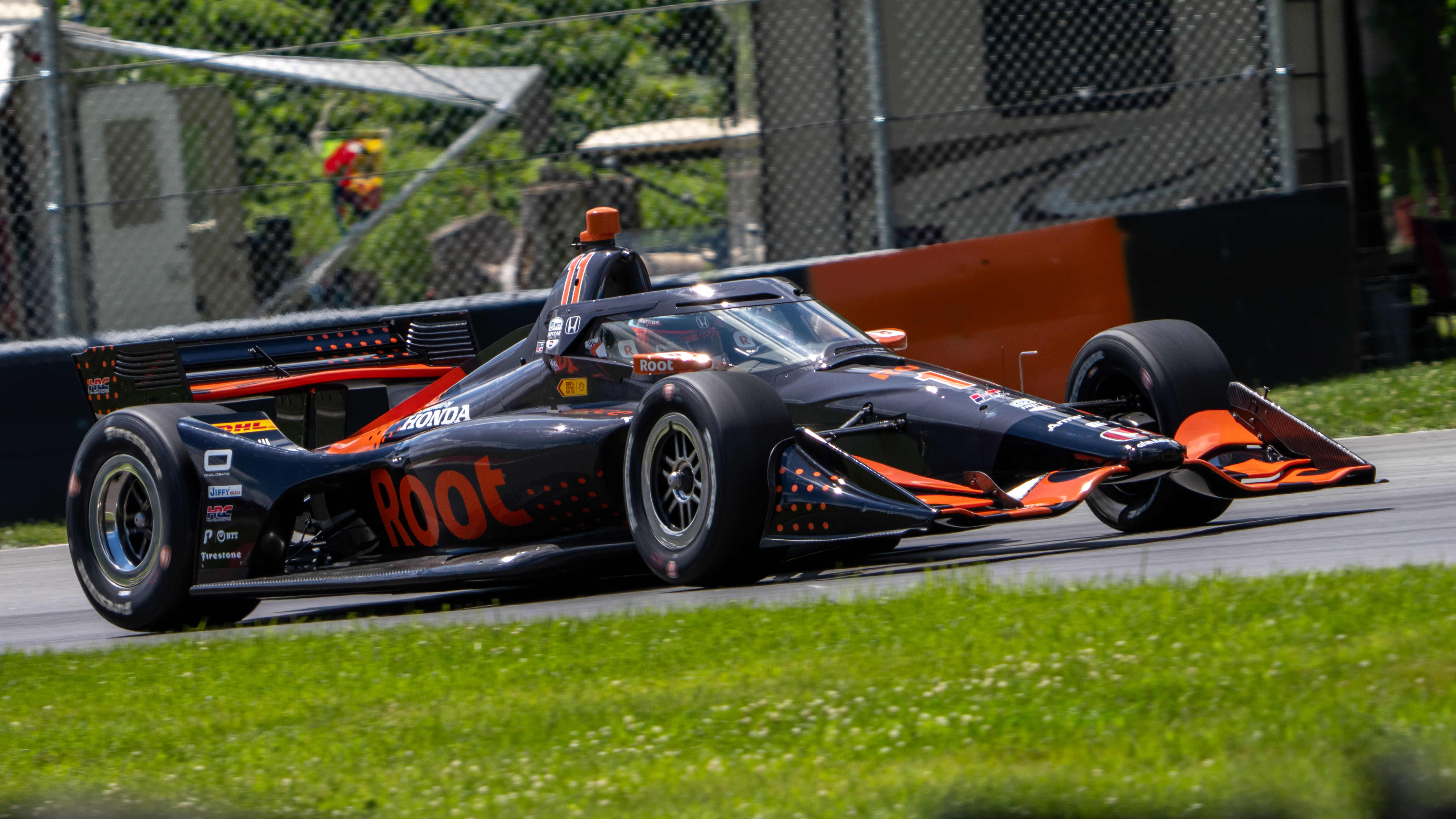
Armstrong under Mid-Ohio Sports Car Course 2024

Armstrong förlängde sitt kontrakt med Chip Ganassi Racing och började 2024 även köra på ovaler. Hans stallkamrater var Dixon, Palou och nykomlingarna Linus Lundqvist och Kyffin Simpson. Armstrong tog sin första pallplats i Indycar vid Chevrolet Detroit Grand Prix, där han gick i mål på en tredjeplats. Säsongen slutade på en 14:e plats med 298 poäng och åtta topp 10-resultat.

#### Indy 500
Den 26 maj 2024 deltog Armstrong i sitt första Indy 500-lopp. Han kvalade sig till en 16:e startplats men tvingades avbryta loppet efter ett mekaniskt fel på varv 6 av 200.

### Meyer Shank Racing (2025- )
Den 19 september 2024 meddelades att Armstrong tecknat kontrakt med Meyer Shank Racing och bil #66 för säsongen 2025, där han kommer köra jämte svensken, och etablerade MSR-föraren, Felix Rosenqvist.

## Personligt liv
Parallellt med racingen driver Armstrong, tillsammans med vännerna James Harvey Blair och Clément Novalak, podcasten Screaming Meals där de gästas av vänner och diverse personer inom motorsporten.